# Kivisaari (ö i Finland, Nyland, Helsingfors, lat 60,56, long 23,93)
Kivisaari är en ö i Finland. Den ligger i sjön Kivijärvi och i kommunen Lojo i den ekonomiska regionen  Helsingfors  och landskapet Nyland, i den södra delen av landet, 70 km nordväst om huvudstaden Helsingfors. Öns area är 0,1 hektar och dess största längd är 70 meter i sydöst-nordvästlig riktning.